# Нуадан-ле-Ферру
Нуада́н-ле-Ферру́ (фр. Noidans-le-Ferroux) — коммуна во Франции, находится в регионе Франш-Конте. Департамент — Верхняя Сона. Входит в состав кантона Се-сюр-Сон-э-Сент-Альбен. Округ коммуны — Везуль.
Код INSEE коммуны — 70387.

## География
Коммуна расположена приблизительно в 310 км к юго-востоку от Парижа, в 37 км севернее Безансона, в 17 км к западу от Везуля.

## Население
Население коммуны на 2010 год составляло 624 человека.
| 1962 | 1968 | 1975 | 1982 | 1990 | 1999 | 2010 |
| ---- | ---- | ---- | ---- | ---- | ---- | ---- |
| 561  | 588  | 570  | 560  | 593  | 570  | 624  |

## Экономика
В 2010 году среди 405 человек трудоспособного возраста (15—64 лет) 330 были экономически активными, 75 — неактивными (показатель активности — 81,5 %, в 1999 году было 75,1 %). Из 330 активных жителей работали 308 человек (169 мужчин и 139 женщин), безработных было 22 (9 мужчин и 13 женщин). Среди 75 неактивных 22 человека были учениками или студентами, 26 — пенсионерами, 27 были неактивными по другим причинам.

## Фотогалерея
- Озеро
- Поле для гольфа
- Аквапарк
- Карта коммуны